# Schizaspidia
Schizaspidia (лат.) — род паразитических наездников из семейства Eucharitidae.
Паразитоиды личинок и куколок муравьев (Formicidae).

## Распространение
Встречаются в Австралии, Океании, Неарктике, Неотропике и Юго-Восточной Азии.

## Описание
Мелкие хальцидоидные наездники. Длина 2—5 мм. Основная окраска буровато-чёрная, с зеленоватым блеском и жёлтовато-коричневыми ногами (иногда и брюшком). Отличается скутеллярными развитыми отросткам в виде вилки, направленной назад; грудь морщинистая; усики 12-члениковые, у самцов с ветвями-отросткам на некоторых члениках. Формула усиков 1182, иногда 1191 (самки), 1191 (самцы). Голова поперечная, широкая. Петиоль длинный, цилиндрический, длиннее задних тазиков. Паразитоиды личинок и куколок муравьёв (Formicidae).

## Классификация
- Schizaspidia aenea (Girault, 1913)
- Schizaspidia andamanensis (Mani, 1942)
- Schizaspidia antennata Gahan, 1940
- Schizaspidia batuensis Hedqvist, 1978
- Schizaspidia brevifuniculata Narendran, 1985
- Schizaspidia brevifurcata Watanabe, 1958
- Schizaspidia caeruleiceps Cameron, 1909
- Schizaspidia chamorro Yasumatsu, 1942
- Schizaspidia convergens (Walker, 1860)
- Schizaspidia coromandelica (Mani & Dubey, 1974)
- Schizaspidia cyanea Walker, 1862
- Schizaspidia diacammae  Heraty et al., 2015[5]
- Schizaspidia emersoni (Girault, 1915)
- Schizaspidia fasciatipennis (Girault, 1928)
- Schizaspidia furcifera Westwood, 1835typus
- Schizaspidia malabarica Narendran, 1985
- Schizaspidia murrayi Kirby, 1884
- Schizaspidia nasua (Walker, 1846)
- Schizaspidia palawanensis Hedqvist, 1978
- Schizaspidia peterseni Hedqvist, 1978
- Schizaspidia ponapensis Ishii, 1941
- Schizaspidia sabariensis (Mani & Dubey, 1974)
- Schizaspidia samoana (Fullaway, 1940)
- Schizaspidia scutellaris Masi, 1927
- Schizaspidia sitarami Narendran, 1985
- Schizaspidia taiwanensis Ishii, 1938
- Schizaspidia tawiensis Hedqvist, 1978
- Schizaspidia travancorensis (Mani, 1942)
- Schizaspidia yakushimensis Ishii, 1938